# Stożki (Poméranie)
Pour les articles homonymes, voir Stożki.
Stożki est une localité polonaise de la gmina rurale de Lichnowy située dans le powiat de Malbork en voïvodie de Poméranie. Elle se trouve à environ 12 km au nord-ouest de Malbork et 34 km au sud-est de la capitale régionale Gdańsk.

## Géographie

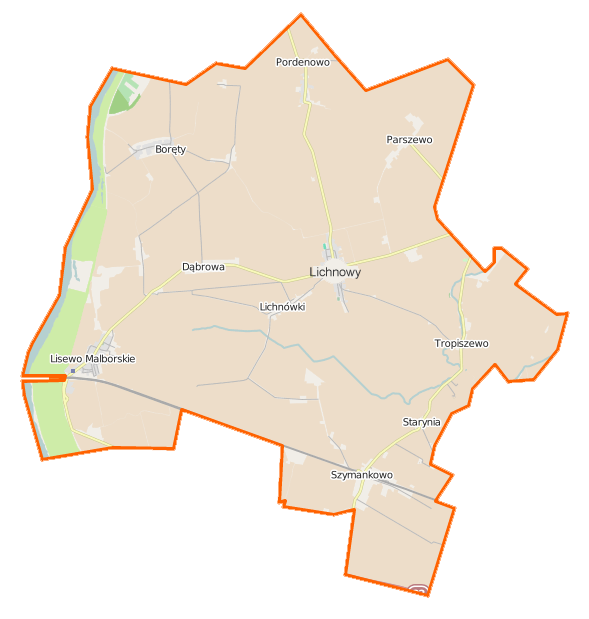
Carte de la gmina de Lichnowy.